# Navicat
Navicat est une série de logiciels de gestion et de développement de bases de données graphiques produite par CyberTech Ltd. pour MySQL, MariaDB, Redis, MongoDB, Oracle, SQLite, PostgreSQL et Microsoft SQL Server. Il dispose d'une interface utilisateur graphique de type Explorer et prend en charge plusieurs connexions de bases de données locales et distantes. Il est conçu pour répondre aux besoins d'une grande variété de publics, depuis les administrateurs et les programmeurs de bases de données jusqu'aux différentes entreprises qui servent les clients et partagent des informations avec des partenaires,.

## Historique
L'objectif principal de cette version initiale était de simplifier la gestion des installations MySQL. En 2008, Navicat pour MySQL a remporté le prix ICT 2008 de Hong Kong, le Grand Prix de la meilleure entreprise (Best Business Gran Award) et la médaille d'or (catégorie produit) de la meilleure entreprise (Best Business (Product) Gold Award).

## Plateformes et langues prises en charge
Navicat est un outil multiplateforme qui fonctionne sur les plateformes Microsoft Windows, Mac OS X et Linux. Lors de l'achat, les utilisateurs peuvent sélectionner une langue pour le logiciel parmi onze langues disponibles : anglais, français, allemand, espagnol, japonais, polonais, russe, coréen, chinois simplifié et chinois traditionnel.

## Versions

### Versions autonomes
Officiellement lancée en mars 2002, la version Windows de Navicat pour MySQL est devenue le premier produit proposé au public par PremiumSoft. Par la suite, la société a publié deux autres versions de Navicat pour MySQL sur les systèmes d'exploitation Mac OS X et Linux respectivement en juin et octobre 2003. En novembre 2013, ajout de la prise en charge de MariaDB. PremiumSoft a continué à étendre sa série Navicat en publiant Navicat pour PostgreSQL pour Windows en octobre 2005, puis pour Mac OS X en juin 2006. La version Linux de Navicat pour PostgreSQL n'est sortie que 3 ans plus tard, en août 2009. En août 2008, Navicat a décidé d'élargir sa gamme de produits et de se tourner vers la communauté Oracle, en créant Navicat pour Oracle pour Windows et Mac. En août de l'année suivante, une version pour la plate-forme Linux a été créée. La version Oracle de Navicat prend en charge la plupart des dernières fonctionnalités des objets Oracle, notamment Directory, Tablespace, Synonym, Materialized View, Trigger, Sequence et Type, etc. Navicat pour SQLite a été lancé simultanément pour Windows et Mac OS X en avril 2009, et la version Linux a rapidement suivi deux mois plus tard, en juin de la même année. En avril 2010, Navicat Premium a commencé à inclure Navicat pour SQLite à partir de la version 9 afin d'étendre les possibilités d'utilisation de Navicat Premium. Navicat for SQL Server est sorti en novembre 2010 pour la plateforme Windows et Mac OS X. La version SQL Server a également été incluse à cette occasion. En janvier 2011, la prise en charge de SQL Azure a été ajoutée. Navicat for MariaDB a été publié en novembre 2013 pour Windows, Mac OS X et Linux. A cette occasion, la version MariaDB a été incluse dans Navicat Premium et Navicat for MySQL.
En 2018, Navicat a commencé à prendre en charge les bases de données NoSQL. MongoDB est actuellement le dernier ajout à la liste des serveurs pris en charge par Navicat. La nouvelle ligne de produits, appelée Navicat for MongoDB, a été publiée en juillet 2018 pour Windows, Mac OS X et Linux. Elle fournit un environnement natif pour la gestion de MongoDB et prend en charge les fonctionnalités supplémentaires telles que MapReduce, GridFS Buckets. Lors de cette sortie, la version MongoDB a également été incluse dans Navicat Premium.
En mai 2023, Navicat for Redis a été publié. Il fournit un visualiseur de données clé-valeur, une fonction Pub/Sub, un moniteur de commandes, une sauvegarde et une restauration, etc.

### Navicat Premium
En 2009, PremiumSoft a publié Navicat Premium, une série de logiciels Navicat qui combine toutes les versions précédentes de Navicat en une seule version et peut se connecter simultanément à différents types de bases de données, notamment MySQL, Oracle et PostgreSQL, ce qui permet aux utilisateurs d'effectuer une migration de données entre des bases de données croisées. La version Navicat Premium prend également en charge l'administration multiplateforme, sous Windows, Mac OS X et Linux. En avril 2010, la version 9 de Navicat Premium a été publiée, ajoutant la connectivité des bases de données SQLite à Navicat Premium, permettant à Navicat Premium de se connecter à MySQL, Oracle, PostgreSQL et SQLite dans une seule application. En novembre 2010, la prise en charge de Microsoft SQL Server a été ajoutée. En janvier 2011, SQL Azure a été inclus. En novembre 2013, ajout de la prise en charge de MariaDB. En juillet 2018, la prise en charge de MongoDB a été ajoutée. En mai 2023, Redis a été ajouté à Navicat Premium 16.2. En mai 2024, la version 17 a été publiée et a apporté de nouvelles fonctionnalités telles que l'explication visuelle, le dictionnaire de données et le profilage des données.

### Navicat Data Modeler
La version Windows de Navicat Data Modeler a été officiellement lancée en mars 2012. Ensuite, les versions Mac OS X et Linux ont été publiées en mai 2012 et juin 2012. Il s'agit d'un produit autonome permettant aux développeurs de créer des modèles de données pour les bases de données MySQL, SQL Server, Oracle, PostgreSQL et SQLite. Navicat Data Modeler permet aux utilisateurs de concevoir visuellement des structures de base de données, d'effectuer des processus de rétroconception ou de conception prospective (reverse/forward engineer process), d'importer des structures de tables à partir de sources de données ODBC, de générer des fichiers SQL et d'imprimer des modèles dans des fichiers, etc. En juin 2015, la prise en charge des bases de données MariaDB a été ajoutée ainsi que plusieurs fonctionnalités telles que la conversion de modèles, les types de modèles physiques/logiques/conceptuels et Navicat Cloud. En mai 2024, la version 4 a été publiée et a apporté la prise en charge de MongoDB ainsi que plusieurs fonctionnalités telles que la synchronisation de la base de données avec le modèle et la comparaison de l'Espace de travail Modèles.

### Navicat iOS
En août 2013, PremiumSoft a lancé un nouveau produit : Navicat iOS. Il s'agit d'un outil d'administration de base de données développé pour iOS avec des fonctionnalités telles que le visualiseur et le concepteur d'objets, le générateur et l'éditeur de requêtes, Navicat Cloud, le moniteur de serveur, etc. MySQL était pris en charge dans la première version. Ensuite, la version iOS de Navicat pour PostgreSQL est sortie en janvier 2015. En septembre 2017, la version iOS de Navicat pour MariaDB a été publiée.

### Navicat Cloud
Navicat Cloud est un service cloud permettant aux utilisateurs de synchroniser leurs paramètres de connexion, leurs requêtes, leurs pipeline d'agrégation, leurs extraits, leurs espaces de travail modèles, leurs espace de travail BI et leurs informations sur les groupes virtuels avec plusieurs platesformes et appareils. Un utilisateur peut partager son projet avec d'autres personnes pour collaborer sur les paramètres de connexion, les requêtes, les pipelines d'agrégation, les extraits, les espaces de travail modèles les espaces de travail BI et les informations sur les groupes virtuels.

### Navicat Monitor
Navicat Monitor a été officiellement lancé en avril 2018. Il s'agit d'un outil de surveillance de serveur distant sûr, simple et sans agent qui prend en charge la surveillance des bases de données MySQL, MariaDB et cloud. Les utilisateurs peuvent accéder à Navicat Monitor de n'importe où via un navigateur Web. Les principales fonctionnalités de Navicat Monitor comprennent la surveillance des performances des instances en temps réel, la notification d'alerte, l'analyseur de requêtes et la surveillance des réplications.
En juin 2019, Navicat Monitor a pris en charge la surveillance des instances SQL Server. PostgreSQL a été ajouté en février 2023.

### Navicat On-Prem Server
Navicat On-Prem Server est une solution sur site qui offre la possibilité d'héberger un environnement cloud pour stocker les objets Navicat (paramètres de connexion, requêtes, pipelines d'agrégation, extraits, espaces de travail de modèle, espaces de travail BI, informations sur les groupes virtuels) en interne sur le site de l'utilisateur.

### Navicat BI & Viewer
En novembre 2021, 2 nouveaux produits, Navicat Charts Creator et Navicat Charts Viewer ont été lancés. Navicat Charts Creator est un outil d'interface graphique permettant de créer des représentations visuelles (graphiques et tableaux de bord) de données de base de données. Navicat Charts Viewer est un outil de visualisation des fichiers de l'espace de travail des graphiques. En mai 2024, la version 2 a été publiée et a apporté la prise en charge de MongoDB et de Snowflake. Les noms des produits ont été changés en Navicat BI et Navicat BI Viewer.

## Fonctionnalités
Les fonctionnalités de Navicat sont les suivantes :
- tunneling SSH et HTTP
- concepteur d’objets
- générateur de requêtes visuelles
- cextrait de code et complétion de code
- explication visuelle
- synchronisation des données et des structures
- transfert de données
- importation et exportation de données
- sauvegarde et restauration de données
- BI (graphiques et tableau de bord)
- modélisation de données
- profilage des données
- génération de données
- dictionnaire de données
- outil de planification des tâches et assistants

Les fonctionnalités disponibles varient selon les systèmes d'exploitation.
Navicat est également compatible avec les forks de MySQL tels que Drizzle, OurDelta, et Percona.
Navicat prend en charge les bases de données cloud telles qu'Amazon RDS, Amazon Aurora, Amazon Redshift, SQL Azure, Oracle Cloud, Google Cloud et Alibaba Cloud.